# Queue fine de l'Ouest
La Queue fine de l'ouest, ou Gharbi, est une race ovine d'origine algérienne, également élevée en Tunisie, dans l'Ouest du pays. C'est une race à viande, ou mixte viande-lait.

## Dénomination
Elle est aussi connue sous le nom de « Bergui ».

## Histoire
La race est d'origine algérienne.

## Description

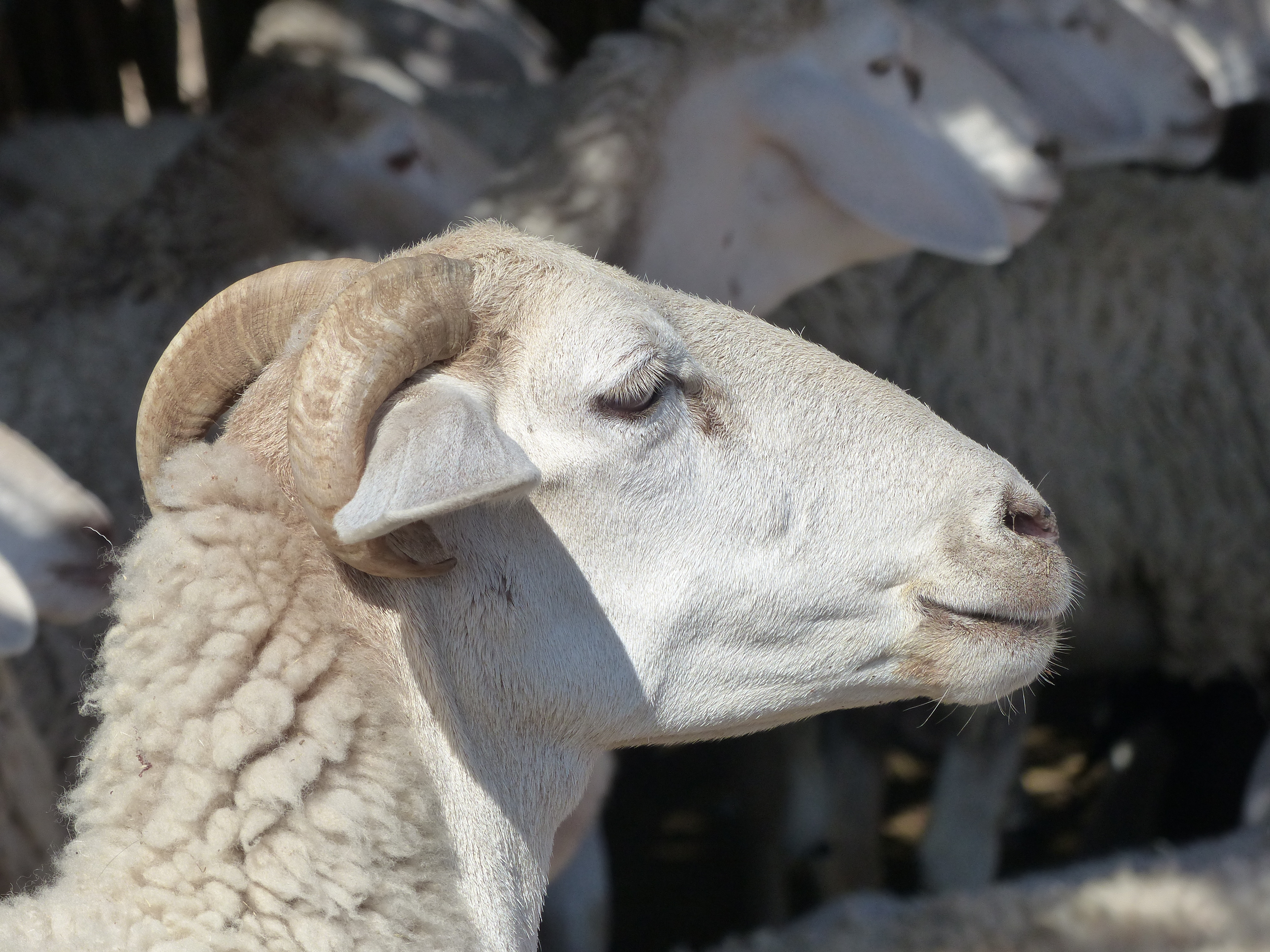
Mâle de race Queue fine de l'Ouest.

La robe est généralement blanche, de même que la tête. Seul le mâle porte des cornes, les femelles étant mottes.
Sa queue fine a donné son nom à la race. 
Le poids adulte est de 45 à 55 kilos chez les brebis et de 65 à 80 kilos chez les béliers. La hauteur au garrot va de 60 à 75 centimètres.

## Utilisations
C'est une race à viande ou mixte lait-viande.
Elle est employée en croisement avec le mérinos noir d'Arles pour donner la noire de Thibar.

## Diffusion de l'élevage

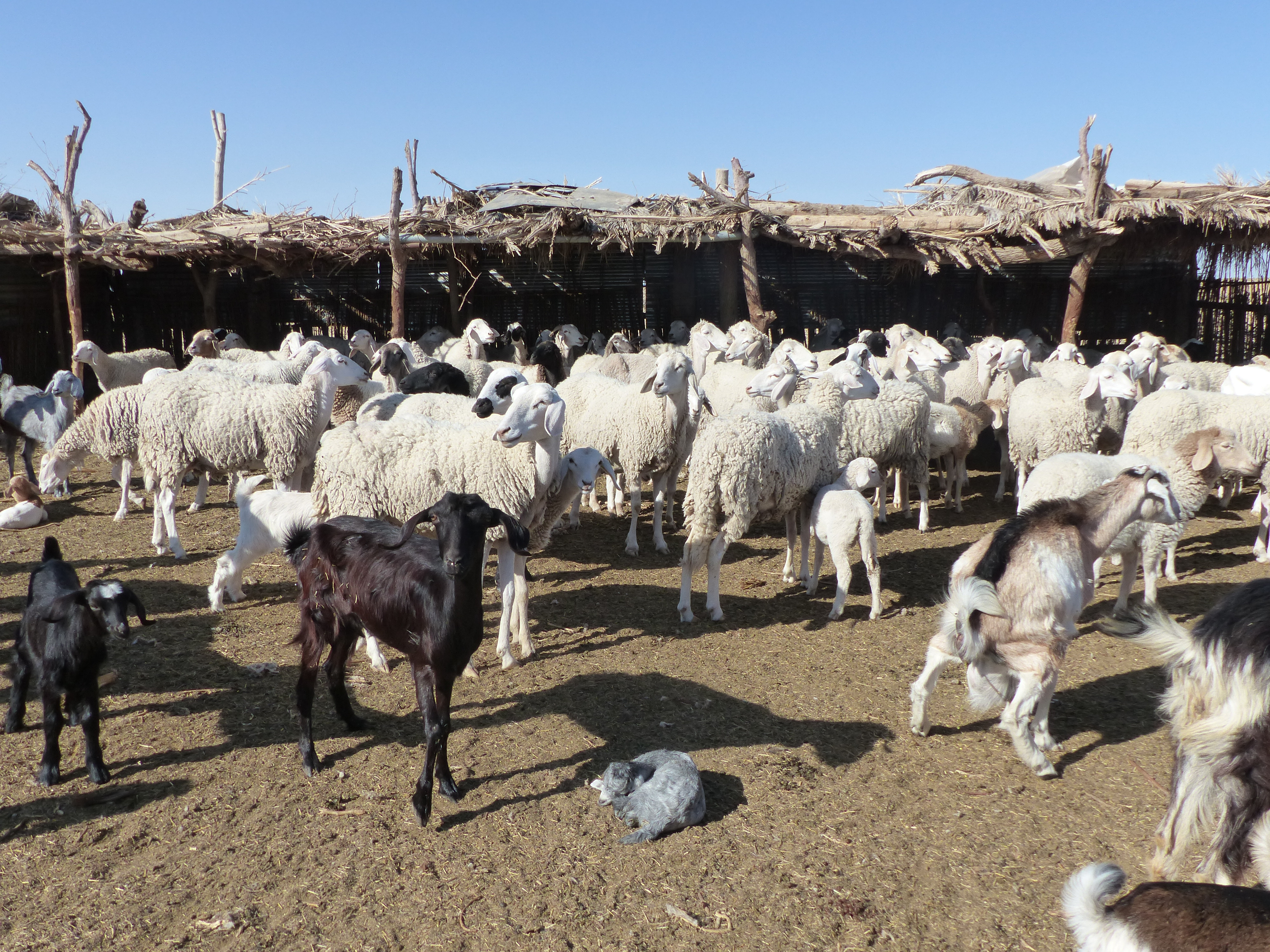
Troupeau mixte comptant des Queue fine de l'Ouest entre Tozeur et Nefta.

Elle représente 32 % du cheptel ovin tunisien, soit 1 264 500 têtes en 2008, d'après le rapport de l'Ofﬁce de l'élevage et de pâturage de Tunisie, avec une augmentation continue du cheptel sur les dix années précédant le comptage.
Elle est essentiellement élevée dans l'Ouest de la Tunisie.